# W. W. Hodkinson
William Wadsworth Hodkinson (16 août 1881 — 2 juin 1971), plus connu sous le nom de W.W. Hodkinson, est né à Independence au Kansas. Surnommé « l'homme qui créa Hollywood », il ouvre son premier cinéma en 1907 à Ogden dans l'Utah avant de changer la manière de produire, distribuer et diffuser un film. Il devient le leader de la distribution de films sur la côte ouest et fonde en 1914 la société de distribution Paramount Pictures Corporation.